# Adam Marušić
Adam Marušić (Belgrado, Serbia, 17 de octubre de 1992) es un futbolista serbio-montenegrino que juega de centrocampista en la S. S. Lazio de la Serie A de Italia.

## Trayectoria
Adam Marušić debutó como futbolista en el FK Voždovac serbio con el que jugó 89 partidos y marcó 15 goles a lo largo de cuatro temporadas. Tras dejar el Voždovac se marchó a Bélgica, tras fichar por el KV Kortrijk. 
En el Kotrijk logró muy buenos números, jugando 71 partidos y marcando 10 goles. Tras dos temporadas en el Kortrijk, en 2016 ficha por el KV Oostende del mismo país. En el Oostende jugó 35 partidos y marcó 5 goles.

### Lazio
Tras sus buenas temporadas en Bélgica, la Società Sportiva Lazio le fichó el 1 de julio de 2017. Con la Lazio debutó de forma oficial el 13 de agosto de 2017 en la Supercopa de Italia contra la Juventus de Turín.
Marcó su primer gol con la Lazio el 24 de septiembre de 2017 frente al Hellas Verona en la Serie A.
Posteriormente, marcó su segundo gol el 29 de octubre contra el Benevento Calcio.

## Selección nacional
Adam Marušić es internacional con la selección de fútbol de Montenegro con la que debutó el 27 de marzo de 2015 contra la selección de fútbol de Rusia.

## Estadísticas

### Clubes
Actualizado al último partido disputado el 7 de noviembre de 2024.
| Club                     | Div.          | Temporada     | Liga  | Liga  | Copas nacionales | Copas nacionales | Copas internacionales | Copas internacionales | Total | Total |
| Club                     | Div.          | Temporada     | Part. | Goles | Part.            | Goles            | Part.                 | Goles                 | Part. | Goles |
| ------------------------ | ------------- | ------------- | ----- | ----- | ---------------- | ---------------- | --------------------- | --------------------- | ----- | ----- |
| F. K. Voždovac Serbia    | 2.ª           | 2012-13       | 25    | 1     | 0                | 0                | —                     | —                     | 25    | 1     |
| F. K. Voždovac Serbia    | 1.ª           | 2013-14       | 27    | 6     | 1                | 0                | —                     | —                     | 28    | 6     |
| F. K. Voždovac Serbia    | Total club    | Total club    | 52    | 7     | 1                | 0                | 0                     | 0                     | 53    | 7     |
| K. V. Kortrijk · Bélgica | 1.ª           | 2014-15       | 34    | 6     | 1                | 0                | —                     | —                     | 35    | 6     |
| K. V. Kortrijk · Bélgica | 1.ª           | 2015-16       | 37    | 4     | 2                | 1                | —                     | —                     | 39    | 5     |
| K. V. Kortrijk · Bélgica | Total club    | Total club    | 71    | 10    | 3                | 1                | 0                     | 0                     | 74    | 11    |
| K. V. Oostende · Bélgica | 1.ª           | 2016-17       | 36    | 5     | 4                | 0                | —                     | —                     | 40    | 5     |
| K. V. Oostende · Bélgica | Total club    | Total club    | 36    | 5     | 4                | 0                | 0                     | 0                     | 40    | 5     |
| S. S. Lazio · Italia     | 1.ª           | 2017-18       | 32    | 3     | 2                | 0                | 5                     | 0                     | 39    | 3     |
| S. S. Lazio · Italia     | 1.ª           | 2018-19       | 26    | 1     | 4                | 0                | 4                     | 1                     | 34    | 2     |
| S. S. Lazio · Italia     | 1.ª           | 2019-20       | 15    | 2     | 0                | 0                | —                     | —                     | 15    | 2     |
| S. S. Lazio · Italia     | 1.ª           | 2020-21       | 36    | 2     | 2                | 0                | 8                     | 0                     | 46    | 2     |
| S. S. Lazio · Italia     | 1.ª           | 2021-22       | 33    | 1     | 2                | 0                | 6                     | 0                     | 41    | 1     |
| S. S. Lazio · Italia     | 1.ª           | 2022-23       | 33    | 0     | 2                | 0                | 9                     | 0                     | 44    | 0     |
| S. S. Lazio · Italia     | 1.ª           | 2023-24       | 37    | 1     | 5                | 0                | 7                     | 0                     | 49    | 1     |
| S. S. Lazio · Italia     | 1.ª           | 2024-25       | 11    | 0     | 0                | 0                | 4                     | 0                     | 15    | 0     |
| S. S. Lazio · Italia     | Total club    | Total club    | 223   | 10    | 17               | 0                | 43                    | 1                     | 283   | 11    |
| Total carrera            | Total carrera | Total carrera | 382   | 32    | 25               | 1                | 43                    | 1                     | 450   | 34    |

## Palmarés

### Títulos nacionales
| Título              | Club        | País   | Año  |
| ------------------- | ----------- | ------ | ---- |
| Supercopa de Italia | S. S. Lazio | Italia | 2017 |
| Copa Italia         | S. S. Lazio | Italia | 2019 |
| Supercopa de Italia | S. S. Lazio | Italia | 2019 |